# Knives Out
Knives Out è un singolo del gruppo musicale inglese Radiohead, pubblicato il 6 agosto 2001 come terzo estratto dal quinto album in studio Amnesiac,  composto da Jonny Greenwood e Thom Yorke. La regia del video musicale è stata affidata a Michel Gondry.

## Tracce
CD 1 Regno Unito
1. Knives Out – 4:17
2. Cuttooth – 5:24
3. Life in a Glasshouse (full length version) – 5:06

CD 2 Regno Unito
1. Knives Out – 4:17
2. Worrywort – 4:37
3. Fog – 4:05

CD Europa/Australia
1. Knives Out – 4:17
2. Worrywort – 4:37
3. Fog – 4:04
4. Life in a Glasshouse (full length version) – 5:06

CD USA
1. Knives Out – 4:17
2. Cuttooth – 5:24
3. Life in a Glasshouse (full length version) – 5:06
4. Pyramid Song (enhanced video) – 5:05

CD Giappone
1. Knives Out – 4:17
2. Cuttooth – 5:25
3. Worrywort – 4:37
4. Fog – 4:05
5. Life in a Glasshouse (full length version) – 5:06

## Classifiche
| Classifica (2001) | Posizione massima |
| ----------------- | ----------------- |
| Australia         | 56                |
| Canada            | 1                 |
| Francia           | 46                |
| Irlanda           | 25                |
| Italia            | 17                |
| Paesi Bassi       | 63                |
| Regno Unito       | 13                |